# Sławomir Lasota
Sławomir Grzegorz Lasota (ur. 7 września 1971) – polski matematyk i informatyk, profesor nauk matematycznych. Specjalizuje się w teorii współbieżności, teorii automatów, matematycznych metodach specyfikacji i weryfikacji programów oraz biologii obliczeniowej. Profesor nadzwyczajny Instytutu Informatyki Wydziału Matematyki, Informatyki i Mechaniki Uniwersytetu Warszawskiego.

## Życiorys
Studia z matematyki ukończył na Uniwersytecie Warszawskim. Stopień doktorski uzyskał na macierzystym UW w 2000 na podstawie pracy pt. Algebraiczna równoważność obserwacyjna a równoważność bisymulacyjna określona za pomocą otwartych morfizmów, przygotowanej pod kierunkiem prof. Andrzeja Tarleckiego. Habilitował się w 2008 na podstawie oceny dorobku naukowego i rozprawy pt. Złożoność obliczeniowa równoważności systemów o nieskończonej liczbie stanów. Tytuł naukowy profesora nauk matematycznych otrzymał w 2015.
W 2019 został członkiem Rady Doskonałości Naukowej I kadencji, jest członkiem tego ciała także w kadencji 2024–2027.
Swoje prace publikował w takich czasopismach jak m.in. „Logical Methods in Computer Science” „Journal of the Royal Society Interface”, „BMC Systems Biology", „Information and Computation" oraz „Theoretical Computer Science”.